# Margaret Hamilton
Margaret Hamilton (Cleveland, 9 de dezembro de 1902 — Salisbury, 16 de maio de 1985) foi uma atriz norte-americana que participou do filme The Wizard of Oz, de 1939.

## Biografia
Margareth começou no teatro em 1923 na cidade onde estudava. Antes de se dedicar exclusivamente a carreira de atriz, estudou e se formou para professora.
A carreira de atriz começou em 1933 e devido a suas características que fugiam do estereótipo das atrizes glamourosas de Hollywood, ela acabou por criar uma imagem que sempre representava nos filmes, da "tia solteirona", extremamente pragmática e impaciente. Ela nunca assinou contrato com nenhum estúdio e se esforçava para trabalhar o máximo possível para se sustentar e a seu filho. Em 1939 atuou no filme The Wizard of Oz, pelo qual é mais lembrada, onde interpretou Bruxa Má do Oeste.
Hamilton atuou muito em papéis de coadjuvante até 1950, quando passou a trabalhar esporadicamente. A partir dessa época começou a se envolver em causas sociais a favor das crianças e dos animais. Atuou durante sua carreira no teatro, cinema e TV.
Margaret Hamilton, nascida em 1902, casou-se uma única vez em 1931 com Paul Mesner, um engenheiro. No entanto, pouco tempo depois de se casar, Hamilton começou a se dedicar intensamente à sua carreira no cinema, o que eventualmente trouxe desafios para seu casamento.
Morreu em 1985, aos 82 anos, de causas naturais enquanto dormia.

## Filmografia
- Letters from Frank (1979) (TV)
- Journey Back to Oz (1974) (voz)
- The Night Strangler (1973) (TV)
- The Anderson Tapes (1971)

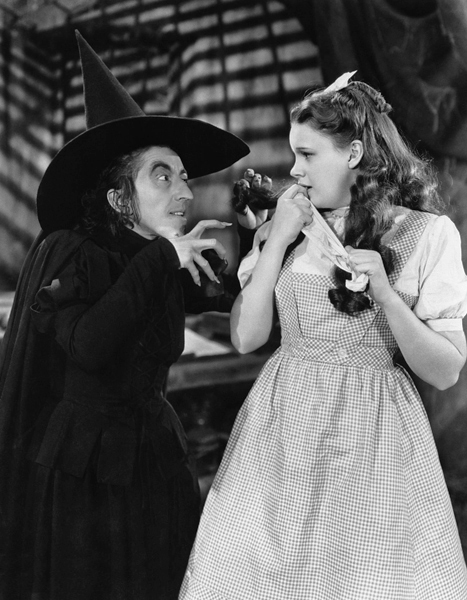
Como a Bruxa Má do Oeste, no filme de 1939 The Wizard of Oz, quando contracenou com Judy Garland (no papel de Dorothy)

- Is There a Doctor in the House (1971) (TV)
- Brewster McCloud (1970)
- Angel in My Pocket (1969)
- Rosie! (1967)
- Ghostbreakers (1967) (TV)
- The Daydreamer (1966)
- Paradise Alley (1962)
- 13 Ghosts (1960)
- The Secret World of Eddie Hodges (1960) (TV)
- Once Upon a Christmas Tree (1959) (TV)
- A String of Blue Beads (1953) (TV)
- People Will Talk (1951)
- Comin' Round the Mountain (1951)
- Riding High (1950)
- Wabash Avenue (1950)
- The Great Plane Robbery (1950)
- The Beautiful Blonde from Bashful Bend (1949)
- The Red Pony (1949)
- The Sun Comes Up (1949)
- Bungalow 13 (1948)
- Texas, Brooklyn and Heaven (1948)
- State of the Union (1948)
- Reaching from Heaven (1948)
- Driftwood (1947)
- Pet Peeves (1947)
- Dishonored Lady (1947)
- The Sin of Harold Diddlebock (1947)
- Faithful in My Fashion (1946)
- Janie Gets Married (1946)
- George White's Scandals (1945)
- Guest in the House (1944)
- Johnny Come Lately (1943)
- The Ox-Bow Incident (1943)
- City Without Men (1943)
- The Affairs of Martha (1942)
- Meet the Stewarts (1942)
- Twin Beds (1942)
- The Gay Vagabond (1941)
- Play Girl (1941)
- The Invisible Woman (1940)
- I'm Nobody's Sweetheart Now (1940)
- The Villain Still Pursued Her (1940)
- My Little Chickadee (1940)
- Main Street Lawyer (1939)
- Babes in Arms (1939)
- The Angels Wash Their Faces (1939)
- The Wizard of Oz (1939)
- Stablemates (1938)
- Breaking the Ice (1938)
- Four's a Crowd (1938)
- Mother Carey's Chickens (1938)
- A Slight Case of Murder (1938)
- The Adventures of Tom Sawyer (1938)
- Nothing Sacred (1937)
- I'll Take Romance (1937)
- Saratoga (1937)
- Mountain Justice (1937)
- The Good Old Soak (1937)
- When's Your Birthday? (1937)
- You Only Live Once (1937)
- Laughing at Trouble (1936)
- The Witness Chair (1936)
- The Moon's Our Home (1936)
- These Three (1936)
- Chatterbox (1936)
- Way Down East (1935)
- The Farmer Takes a Wife (1935)
- Broadway Bill (1934)
- By Your Leave (1934)
- There's Always Tomorrow (1934)
- Hat, Coat, and Glove (1934)
- Another Language (1933)